# Thế Holocen
| Hệ/ Kỷ | Thống/ Thế | Bậc/ Kỳ             | Tuổi (Ka) | Tuổi (Ka) |
| --- | ---------- | ------------------- | --------- | --------- |
| Đệ Tứ | Holocen    | Meghalaya           | 0         | 4,250     |
| Đệ Tứ | Holocen    | Northgrip           | 4,250     | 8,236     |
| Đệ Tứ | Holocen    | Greenland           | 8,236     | 11,70     |
| Đệ Tứ | Pleistocen | 'Trên'/Muộn         | 11,70     | 129,0     |
| Đệ Tứ | Pleistocen | Chibania hay 'Giữa' | 129,0     | 774,0     |
| Đệ Tứ | Pleistocen | Calabria            | 774       | 1.806     |
| Đệ Tứ | Pleistocen | Gelasia             | 1.806     | 2.588     |
| Tân Cận | Pliocen    | Piacenza            | 2.588     | 3.600     |
| Ghi chú và tham khảoSubdivision of the Quaternary Period according to the ICS, as of May 2019. For the Holocene, dates are relative to the year 2000 (e.g. Greenlandian began 11,700 years before 2000). For the beginning of the Northgrippian a date of 8,236 years before 2000 has been set. The Meghalayan has been set to begin 4,250 years before 2000. 'Tarantian' is an informal, unofficial name proposed for a stage/age to replace the equally informal, unofficial 'Upper Pleistocene' subseries/subepoch. In Europe and North America, the Holocene is subdivided into Preboreal, Boreal, Atlantic, Subboreal, and Subatlantic stages of the Blytt–Sernander time scale. There are many regional subdivisions for the Upper or Late Pleistocene; usually these represent locally recognized cold (glacial) and warm (interglacial) periods. The last glacial period ends with the cold Younger Dryas substage. |            |                     |           |           |

Thế Holocen (Việt hóa: Holoxen) hay thế Toàn Tân (tiếng Trung: 全新) là một thế địa chất bắt đầu khi kết thúc thế Pleistocen, vào khoảng 11.700 năm trước (vào khoảng 9.700 TCN) và còn tiếp tục ngày nay. Thế Holocen thuộc về kỷ Neogen và phân đại Đệ Tứ. Tên của nó bắt nguồn từ ὅλος (holos, toàn bộ) và καινός (kainos, mới) trong tiếng Hy Lạp. Thế này được coi là một giai đoạn gian băng trong thời kỳ băng hà hiện nay.
Phần nhiều nhà khoa học chấp nhận rằng thế Holocen bắt đầu 10 ngàn năm trước theo định tuổi bằng cacbon C-14 (11.703 năm trước 1950). Thế này bắt đầu ngay sau băng hà Weichsel (thời kỳ băng hà Wisconsin hay thời kỳ băng hà Baltic-Scandinavia). Tại châu Âu, thế Holocene được chia ra thành 5 thời đới (chronozone) theo thay đổi khí hậu: đới Tiền Boreal (Preboreal; 10–9 ngàn năm trước), đới Boreal (9–8 ngàn năm trước), đới Đại Tây Dương (Atlantic; 8–5 ngàn năm trước), đới Hạ Boreal (Subboreal; 5–2,5 ngàn năm trước), và đới Hạ Đại Tây Dương (Subatlantic; 2,5 ngàn năm trước đến ngày nay).
Tất cả văn minh con người xảy ra trong thế Holocen. Hệ thống giai đoạn khí hậu Blytt-Sernander, mới đầu được định nghĩa theo vết cây cối còn lại trong bãi than bùn, không còn được sử dụng. Hệ thống này được phát triển cho miền bắc châu Âu, nhưng các thay đổi khí hậu xảy ra rộng rãi hơn. Các thế trong hệ thống này bao gồm một vài dao động cuối cùng trước thế Holocen của thời kỳ băng hà cuối và phân loại các khí hậu của tiền sử gần đây hơn.
Các nhà cổ sinh vật học chưa định rõ tầng động vật cho thế Holocen. Khi cần chia ra thế này từng giai đoạn nhỏ hơn, các giai đoạn trong phát triển của con người, đó là thời đại đồ đá giữa (Mesolithic), thời đại đồ đá mới (Neolithic), và thời đại đồ đồng thường được sử dụng. Tuy nhiên, ba thuật ngữ này ứng với các thời gian sẽ khác ở các vùng khác trên thế giới, tùy lúc mà những công nghệ này nổi lên ở vùng đó. Vì thế, các nhà khoa học thường không sử dụng thuật ngữ "thời đại đồ đá giữa" đối với những vùng ở ngoài miền bắc châu Âu.
Theo khí hậu, có thể chia thế Holocen thành hai giai đoạn đều là Hypsithermal và Băng hà mới (Neoglacial); biên giới là lúc thời đại đồ đồng bắt đầu trong văn minh phương Tây. Theo một số nhà khoa học, giai đoạn thứ ba, thế Anthropocen (thế Nhân Sinh) bắt đầu vào thế kỷ XVIII với Cách mạng công nghiệp.
Mực nước biển dâng lên từ -13 m đến + 5 m so với mực nước biển hiện tại trong khoảng thời gian cách đây 8.000 - 4.000 năm ở vùng eo biển Malacca.

## Dự đoán
Thời này là một thời kì băng hà, được dự đoán là kết thúc sau 25.000 năm.
Trái Đất đang trải qua Băng hà Đệ Tứ và cụ thể hơn là thời kỳ băng hà Holocen. Thời kỳ này được dự đoán là sẽ kết thúc trong 25.000 năm. Tuy nhiên, sự gia tăng trong lượng cacbon dioxide được con người thải ra khí quyển có thể sẽ trì hoãn thời kỳ băng hà tiếp theo cho đến ít nhất là 50.000–130.000 năm nữa. Mặt khác, thời kỳ ấm lên toàn cầu hữu hạn (do việc sử dụng nhiên liệu hóa thạch được cho là sẽ chấm dứt vào năm 2200) có thể sẽ chỉ tác động đến thời kỳ băng hà trong khoảng 5.000 năm. Hay nói cách khác, sự ấm lên toàn cầu do việc thải khí nhà kính trong một vài thế kỷ chỉ có thể gây ra những tác động không đáng kể trong dài hạn.